# Учалы (село)
Учалы́ (баш. МФА: Учалыо файле) — село в Учалинском районе Башкортостана. Административный центр Учалинского сельсовета.

## Название
Название деревни происходит от названия озера, что означает сердитый. В момент основания деревня называлась Митряево.

## География
Село расположено между озёрами Ургун и Большие Учалы.
Расстояние до:
- районного центра (Учалы): 12 км,
- ближайшей железнодорожной станции (Учалы): 0 км.

## История
1737 год — основание села Учалы тептярами села Митряева;
1744—1919 гг. — административный центр Учалинско-Тептярской волости Верхнеуральского уезда Оренбургской губернии Российской империи;
1919—1930 гг. — административный центр волости Башкирской АССР;
1930—1965 гг. — административный центр Учалинского района Башкирской АССР;
С 1970 г. — село, административный центр Учалинского сельсовета Башкирской АССР (с 1992 года — Республика Башкортостан).

## Население
| 1783  | 1795  | 1859  | 1920  | 1959  | 1979  | 2002  |
| ----- | ----- | ----- | ----- | ----- | ----- | ----- |
| 297   | ↗408  | ↗1640 | ↗3129 | ↗3174 | ↗5746 | ↗6102 |
| 2009  | 2010  | 2021  |       |       |       |       |
| ↗6597 | ↘6049 | ↗6834 |       |       |       |       |

Согласно переписи 2020 года, преобладающая национальность — башкиры (80,9 %), русские (12,2 %).

## Транспорт
В селе есть железнодорожный вокзал.

## Религия
В селе есть мечеть Сагидулла и мечеть Мукарама.

## Достопримечательности
Озёра Большие Учалы, Карагайлы, Ургун - памятник природы.